# 延安中路 (上海)
延安中路是位于上海市中心区域静安区、黄浦区的一条东西走向的交通干道。

## 历史
和延安东路一样，延安中路原来也是一条小河浜，在1899年和1914年上海公共租界和上海法租界分别向西扩展以后，也如同洋泾浜一样，成为两租界的界限。1920年，填筑成马路，以法国将领福煦的名称命名为福煦路（Avenue Foch）。

## 现况
延安中路已成为上海市内其中一条主要道路。延安路上面则建设了双向6车道的延安高架路。延安中路靠近陕西北路以及石门一路一帶有人行天橋。

## 交汇道路（东向西）
- 成都北路/重庆中路
- 老成都北路/成都南路
- 石门一路/瑞金一路
- 茂名北路/茂名南路
- 陕西北路/陕西南路
- 威海路
- 铜仁路
- 常德路/富民路
- 华山路